# جک کولی
جک کولی (انگلیسی: Jack Cowley; ۳ فوریهٔ ۱۸۷۷ – ۲۱ دسامبر ۱۹۲۶) بازیکن فوتبال اهل پادشاهی متحد بریتانیای کبیر و ایرلند بود.
از باشگاه‌هایی که در آن بازی کرده‌است می‌توان به باشگاه فوتبال لینکولن سیتی و باشگاه فوتبال سوئیندون تاون اشاره کرد.